# Viaje al centro de la Tierra (película de 1959)
Viaje al centro de la Tierra (Journey to the Center of the Earth) es una película de aventuras de 1959, adaptada por Charles Brackett de la novela homónima de Julio Verne. 
Dirigida por Henry Levin, la película narra la historia del profesor Oliver Lindenbrook, quien está intrigado por una extraña roca que uno de sus pupilos le dio. Descubierto este secreto, emprende una peligrosa travesía.

## Argumento
Edimburgo, 1880. El profesor Oliver Lindenbrook (James Mason) acaba de ser nombrado caballero. Uno de sus alumnos, el andrajoso Alec McEwan (Pat Boone), le lleva una piedra volcánica, como un recuerdo y una muestra de respeto. El profesor se obsesiona con la piedra y no para hasta revelar su secreto: en su interior hay una plomada que contiene escritos nada menos que de Arne Saknussem, un antiguo sabio que aseguró haber llegado al centro de la Tierra y que desapareció misteriosamente. ¡Eureka!, dice el profesor, ¡el sabio Saknussem bajó de verdad al centro de la Tierra! Entusiasmado, le pide su ayuda a un profesor sueco, para escuchar su veredicto sobre semejante descubrimiento. Pero el profesor sueco desaparece misteriosamente. Nervioso, Lindenbrook parte con el fiel Alec con rumbo a Islandia, en donde supuestamente está la abertura que Arne Saknussem utilizó para llegar al centro de la Tierra; algunos incidentes le hacen pensar que el profesor sueco está tratando de robarle la idea, pero cuando descubre el cadáver de éste, con su tracto digestivo convenientemente aliñado con cianuro, y a la encantadora viuda Carla Göteborg (Arlene Dahl) que el sueco ha dejado atrás, se hace con dos verdades: 1.- Hay todavía alguien más siniestro que el profesor sueco tras su pista, alguien que no trepida en el asesinato para llegar a sus resultados, y 2.- Si quiere bajar al centro de la Tierra, tendrá que aceptar a... ¡una mujer! ...en el equipo... 
¡La expedición comienza! En su recorrido, los expedicionarios deberán enfrentarse con los intentos de rapto, asesinato y sabotaje de un explorador rival y a los ataques de gigantescos reptiles prehistóricos; pero también encontrarán verdaderas maravillas, como una deslumbrante caverna de cuarzo, algas luminosas, un bosque de hongos gigantescos y la civilización perdida de la Atlántida.

## Reparto
- James Mason: Sir Oliver S. Lidenbrock.
- Pat Boone: Alec McEwan.
- Diane Baker: Jenny Lidenbrock.
- Arlene Dahl:[1] Carla Göteborg.
- Peter Ronson:[2] Hans Belker, guía de la expedición.
- Thayer David: el conde Saknussemm.
- Ivan Triesault: el profesor Göteborg.
- Alan Napier:[3] un decano de la universidad.
- Red West:[4] barbudo del puesto de periódicos y (sin acreditar) estudiante de la universidad.
- Bert Stevens[5] (sin acreditar): profesor de la universidad.
- Alan Caillou (sin acreditar): rector de la universidad.

## Rodaje y escenarios
Esta película es notable por sus efectos especiales.
Algunas imágenes fueron tomadas en la Gruta de las Maravillas, de Aracena (Huelva); otras, en el Parque Nacional de las Cavernas de Carlsbad, de Nuevo México (Estados Unidos).

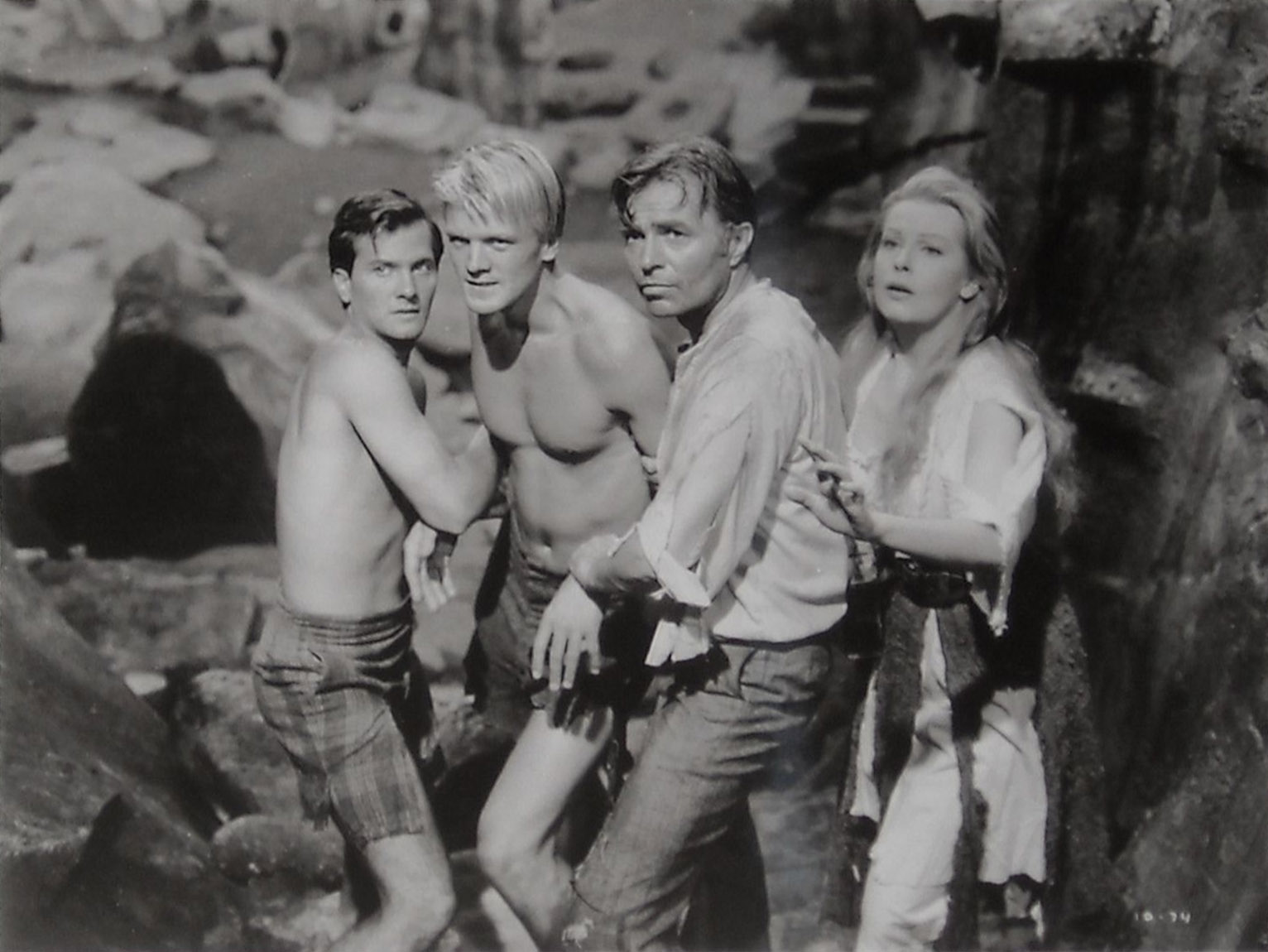
Pat Boone, Peter Ronson, James Mason y Arlene Dahl.